# Geomorfologický podokrsek
Geomorfologický podokrsek je jednotka deváté úrovně v hierarchickém geomorfologickém členění povrchu Země v podobě, v jakém se toto členění obvykle uplatňuje v Česku. Nadřazenou jednotkou je geomorfologický okrsek, podřazenou Část geomorfologické jednotky.
Příklady: Broumovské stěny, Provodínské kameny, Rašovský hřbet.